# Alentejo

Położenie na mapie.

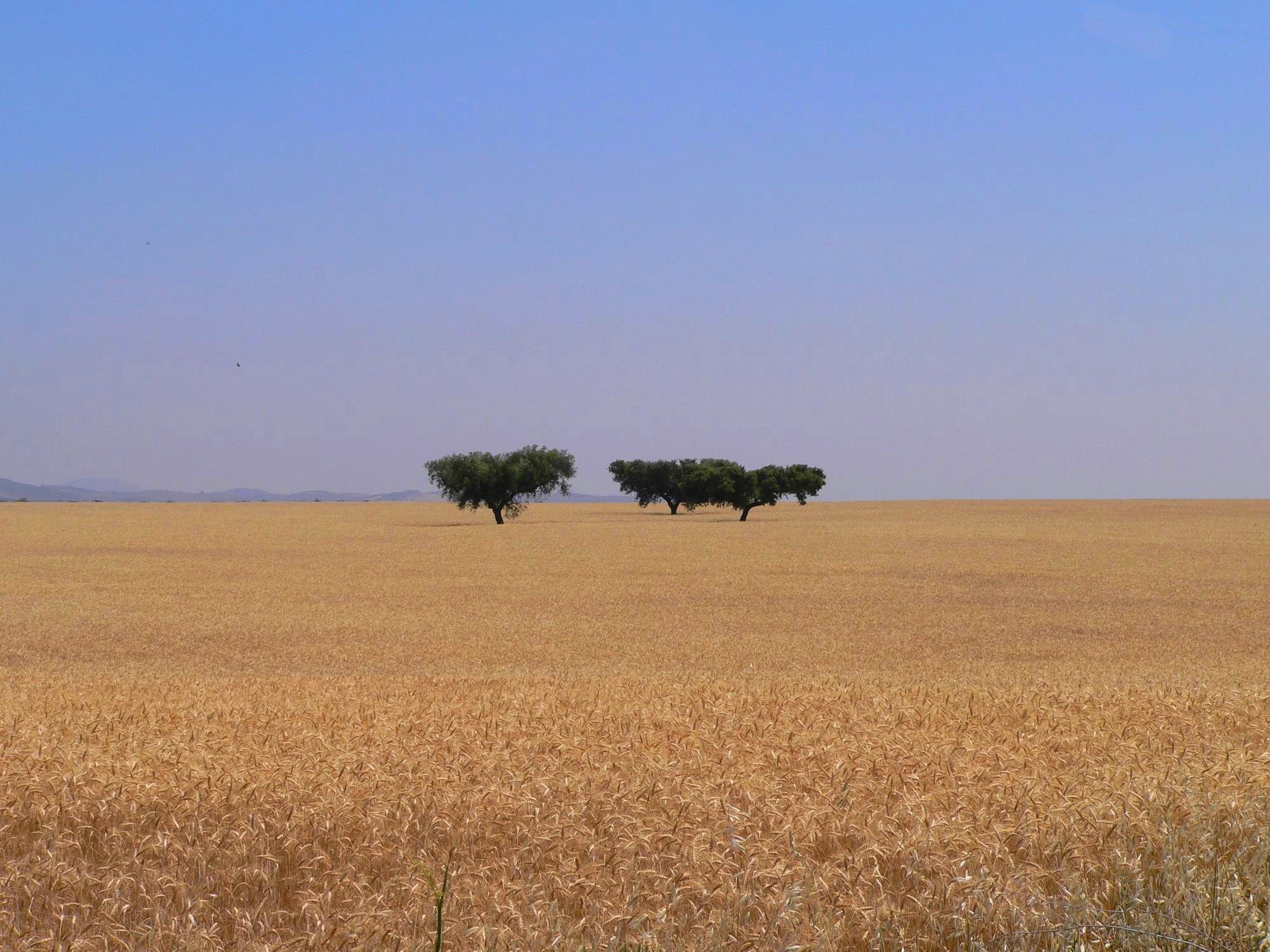
Typowy krajobraz Alentejo.

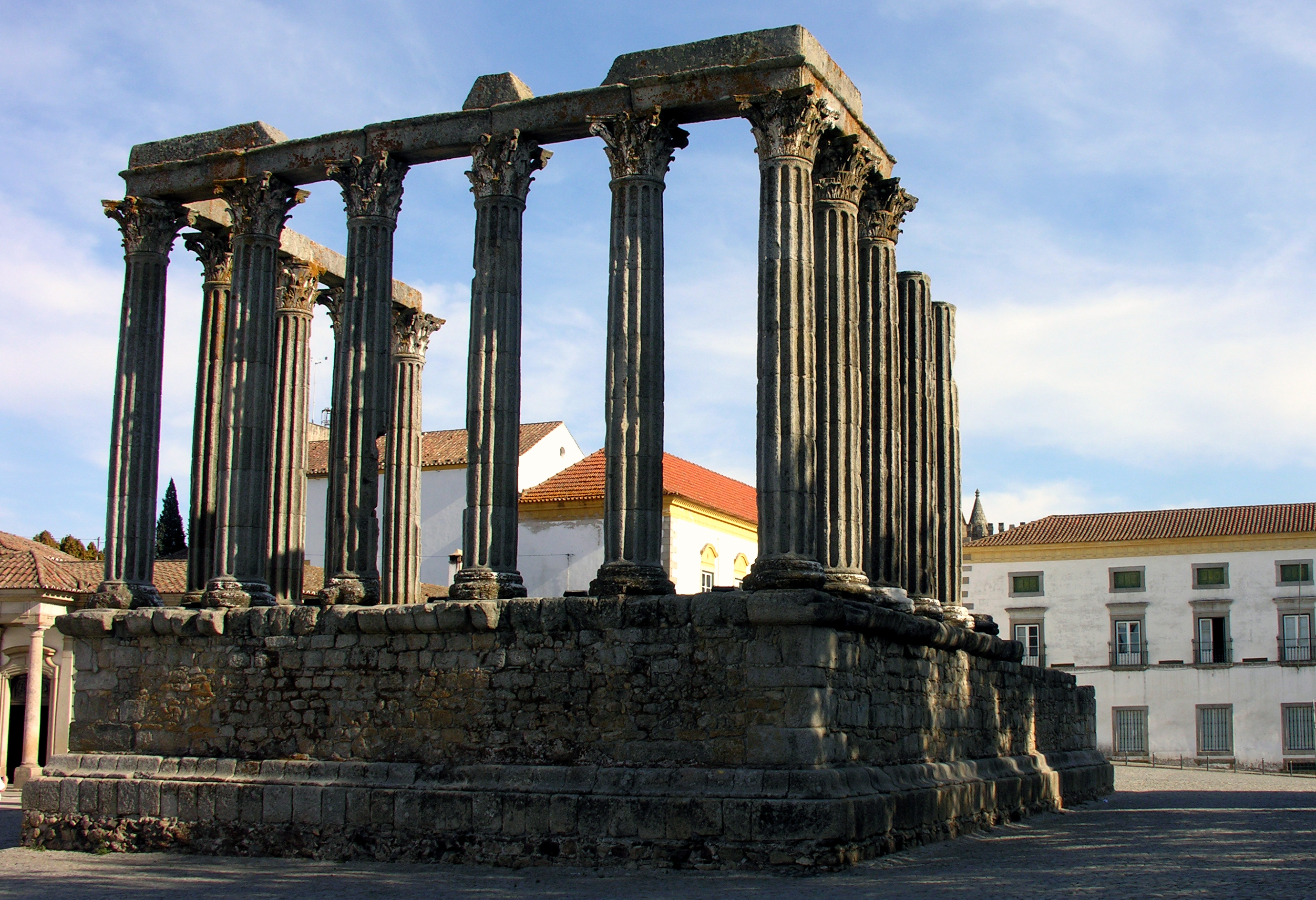
Rzymska świątynia w miejscowości Évora.

Alentejo (dosłownie Kraina za Tagiem; fon. /a.lẽ.n'ta.żu/) – historyczna prowincja Portugalii, obejmująca ok. 1/3 powierzchni kraju (26 000 km²) i skupiająca niecałe 10% jego ludności (776 585 mieszkańców, stan na rok 2001). Wyróżnić można Alto Alentejo (Alentejo Górne) ze stolicą w Évorze, Baixo Alentejo (Alentejo Dolne) z głównym ośrodkiem w Bei oraz Ribatejo, skupione wokół aglomeracji Santarém. Region zajmuje w przeważającej części nizinne (z wyjątkiem gór São Mamede w północno-wschodniej części prowincji) tereny na południe od rzeki Tag. Alentejo Dolne jest najcieplejszym regionem w Portugalii.
Główny obszar rolniczy kraju (uprawy pszenicy, dębu korkowego i oliwek; w okolicach Santarém intensywny chów bydła rogatego), którego mieszkańcy znani są w Portugalii ze swych lewicowych przekonań politycznych. Większość ludności utrzymuje się z pracy w wielkich majątkach ziemskich, tzw. Latifúndios. Do rozszerzenia Unii Europejskiej w 2004 roku najuboższy region wspólnoty. Miejscowa kuchnia obfituje w posiłki mięsne, na przekór dominującym w kraju daniom rybnym.

## Historia
Pozostałości wyrobów ceramicznych oraz rozsiane w północnej części regionu menhiry, dolmeny i kamienne kręgi wskazują na to, że tereny Alentejo zamieszkane były 7-8 tys. lat p.n.e. Za czasów rzymskich region był jednym z lepiej prosperujących części prowincji Luzytania, o czym świadczy min. dobrze zachowany akwedukt i Świątynia Diany w Évorze.
Alentejo, wraz z sąsiednim Algarve było najdłużej opierającym się rekonkwiście obszarem Portugalii, podbitym ostatecznie w 1257 roku za panowania Alfonsa III (1248–79). Obecność Maurów dała się zaznaczyć w niektórych toponimach, a także miejscowych kościołach, z których wiele służyło niegdyś jako meczety. Wskutek cyklicznych susz i słabej jakości gleb duża część osiadłej w Alentejo ludności wyemigrowała na przestrzeni wieków na Azory, do Brazylii, Angoli i innych portugalskich kolonii. Pewne dochody przynosi prowincji eksploatacja ogromnych złóż marmuru, zlokalizowanych w okolicach miejscowości Estremoz i Vila Viçosa. Surowiec ten jest tam powszechnie stosowany jako pospolity materiał budowlany. Podczas Rewolucji Goździków ludność prowincji poparła juntę Ocalenia Narodowego generała António de Spínoli.
Wraz z wstąpieniem Portugalii do EWG w 1986 roku do regionu zaczęły napływać liczne dotacje z funduszy strukturalnych, które pozwoliły na sfinansowanie niektórych kluczowych inwestycji, takich jak Zapora Alqueva na rzece Gwadiana. W wyniku jej wybudowania powstało w 2002 jezioro o powierzchni 250 km². Powstały w 2002 roku zbiornik jest obecnie największym sztucznym jeziorem Unii Europejskiej, a według niektórych źródeł największym w Europie. Zapora pozwoliła na skuteczne nawadnianie okolicznych pól i uzupełniła nękający region niedobór wody pitnej.